# 王多年
王多年（1913年11月17日—2004年7月11日），以字行，遼寧鳳城人，中華民國陸軍二級上將。有「王班長」之稱號，從軍期間獲頒各式勳獎章表揚。

## 生平
王多年畢業於東北預備軍事學校、中華民國陸軍軍官學校10期步兵科、革命實踐研究院第8期、陸軍大學第18期。中國國民黨第九、十屆候補中央委員，第十一、十二屆中央委員，被聘為第十三屆中央評議委員。
歷任中央軍校第十三期少尉班長、中尉區隊附、中央軍校第十五期上尉區隊長。1939年任第七十一軍第87師參謀。1943年任第87師中校團長。1947年任第87師參謀長、第88师参谋长。1948年任第七十一軍參謀長。後任第七兵團幹部訓練班主任、第五綏靖公署副參謀長及第十軍參謀長等職。
1951年6月任陸軍第91師師長。1953年1月改任第八十七軍第10師師長。1955年5月任國防部第三廳（作戰）少將廳長。1957年1月任金門防衛司令部副司令兼第八軍軍長。1959年晉任陸軍中將。1960年任第二軍團司令。1961年任金門防衛司令部司令兼戰地政務主任委員。王多年於金門任職時除負擔軍務外，亦參與投入金門的工程和民生建設，結合軍中的人力及建材，興建古城國小、多年國小、擎天廳、小艇坑道及環島南北路等工程。。1965年2月任陸軍副總司令。1966年12月晉升陸軍二級上將。1972年6月任參謀總部第6任副參謀總長兼執行官。1977年4月任聯合勤務總司令部總司令。1980年7月任三軍大學校長。1984年8月被聘為“總統府”國策顧問。1993年8月，續聘為國民黨第14屆中央評議委員，從事社會公益服務活動。2004年7月11日，王多年因病逝世於臺北榮民總醫院。
軍旅生涯40多年間，王多年的治軍理念為：「帶兵必先知兵，知兵必先親兵。」他時常與官兵同桌吃飯，或與士兵一起睡大通舖，因此有「王班長」之稱號。王多年曾先後獲頒勝利、忠勤、忠勇、雲麾、寶鼎等中華民國勳獎章計30餘座。